# 2013
L'any 2013 fou un any normal començat en dimarts. En el calendari gregorià és el 2013è any de l'era comuna o de l'era cristiana, el 13è any del tercer mil·lenni i del segle xxi, i el 4t any de la dècada del 2010.

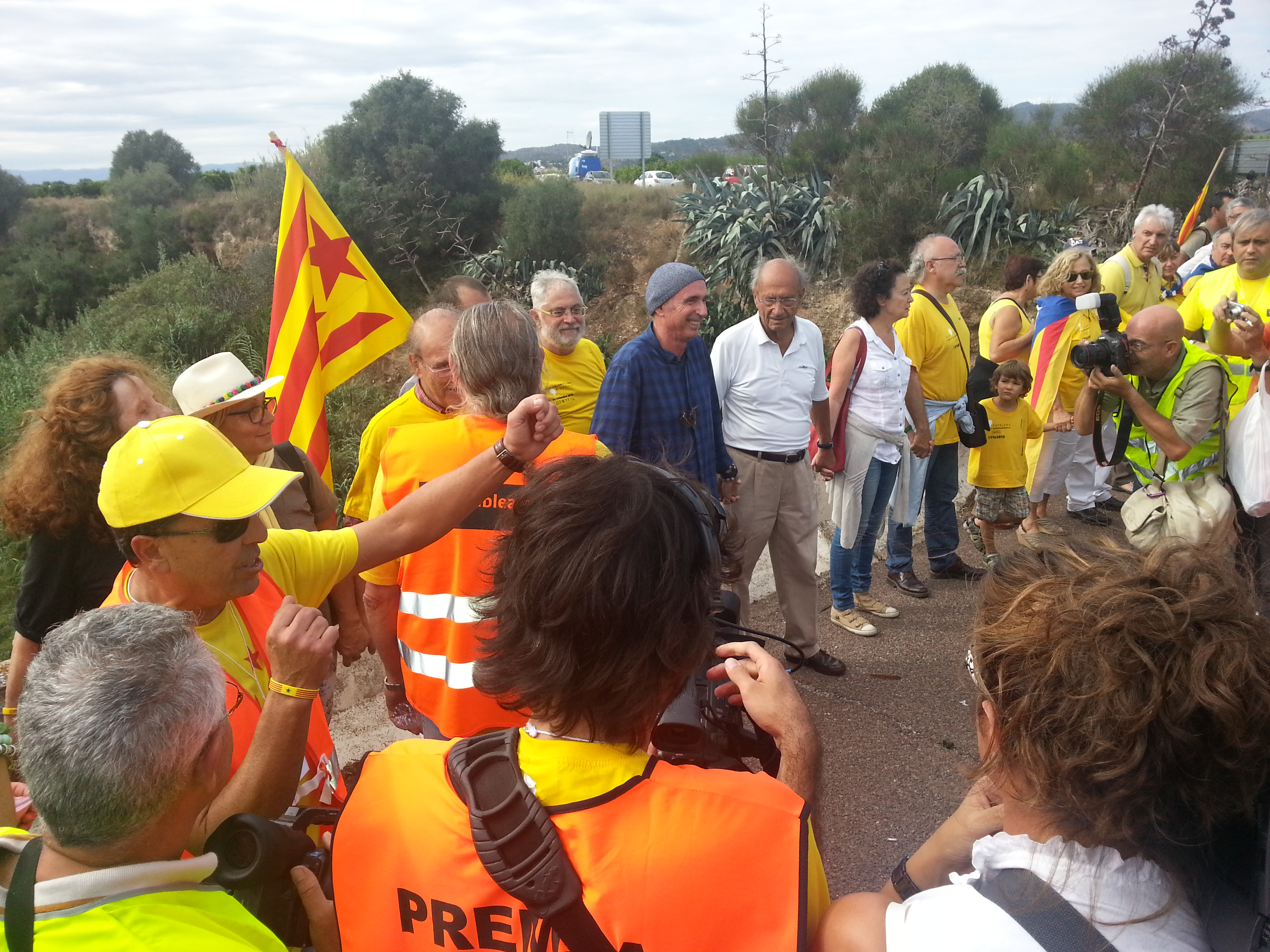
11S: la Via Catalana al Sénia

Taxa d'inflació mundial (2013)

## Esdeveniments
Països Catalans
- La Generalitat de Catalunya commemora el centenari del naixement de l'escriptor Salvador Espriu.[1]
- Es commemora el centenari del naixement de l'escriptora Joana Raspall[2]
- L'Acadèmia Valenciana de la Llengua declara l'Any del poeta Vicent Andrés Estellés en el vintè aniversari de la seua mort.[3]
- 29 d'abril: El restaurant El Celler de Can Roca és escollit el 1r restaurant del món per la revista britànica The Restaurant Magazine.[4]
- 22 de maig, Balears: S'estrena l'Ara Balears, que agafa el relleu del dBalears com a capçalera.[5]
- 11 de setembre, Catalunya: Se celebra la Via Catalana per a reclamar la independència.
- 29 de novembre: El govern valencià del PP executa l’ordre del govern d'Alberto Fabra de tancar la televisió pública valenciana.[6]

Resta del món
- Se celebra l'any internacional de l'estadística.[7]
- 6 de febrer, Alemanya: S'hi funda el partit polític Alternativa per Alemanya.
- 28 de febrer, Vaticà: El papa Benet XVI renuncia al pontificat, fet que fa quasi sis segles que no es produïa.
- 13 de març, Vaticà: El cardenal-bisbe Jorge Mario Bergoglio, és escollit com 266è papa de l'Església Catòlica, que escull el nom de Papa Francesc, el primer no europeu des de l'any 741.
- 10 de maig: Eclipsi solar anul·lar.[8]
- 6 de juliol, Quebec, Canadà: Un tren que transportava petroli va descarrilar i va causar una gran explosió que arrasà diversos habitatges a l'accident ferroviari de Lac-Mégantic.
- juny: Edward Snowden, revela a la premsa informació classificada sobre el programa de vigilància massiva de l'Agència de Seguretat Nacional dels Estats Units.
- 1 d'octubre: Estats Units: El Tea Party provoca un tancament de govern.
- 21 de novembre: Es produeix l'esfondrament d'un supermercat a Riga amb el balanç de 54 morts i 55 ferits.

### Cinema i televisió
| M/d   | Direcció                | Títol                         | Gènere         |
| ----- | ----------------------- | ----------------------------- | -------------- |
| 09/06 | Dani de la Orden        | Barcelona, nit d'estiu        | com. romàntica |
| 04/04 | Ventura Durall          | Els anys salvatges            | documental     |
| 07/26 | Woody Allen             | Blue Jasmine                  | drama          |
| 08/11 | Lionel Baier            | Les Grandes Ondes (à l'ouest) | com. dramàtica |
| 08/07 | Neill Blomkamp          | Elysium                       | ciència-ficció |
| 11/27 | Chris Buck/Jennifer Lee | Frozen: El regne del gel      | animació       |
| 09/19 | James Ward Byrkit       | Coherence                     | ciència-ficció |
| 04/21 | Daniel Calparsoro       | Combustión                    | acció          |
| 01/17 | Cherien Dabis           | May in the Summer             | comèdia        |
| 06/14 | Richard Linklater       | Abans del capvespre           | com. dramàtica |
| 08/30 | Steve McQueen           | 12 anys d'esclavitud          | drama històric |
| 03/14 | Pilar Pérez Solano      | Las Maestras de la República  | documental     |

Categoria principal: Pel·lícules del 2013
El canal israelià i24news feu la primera emissió.

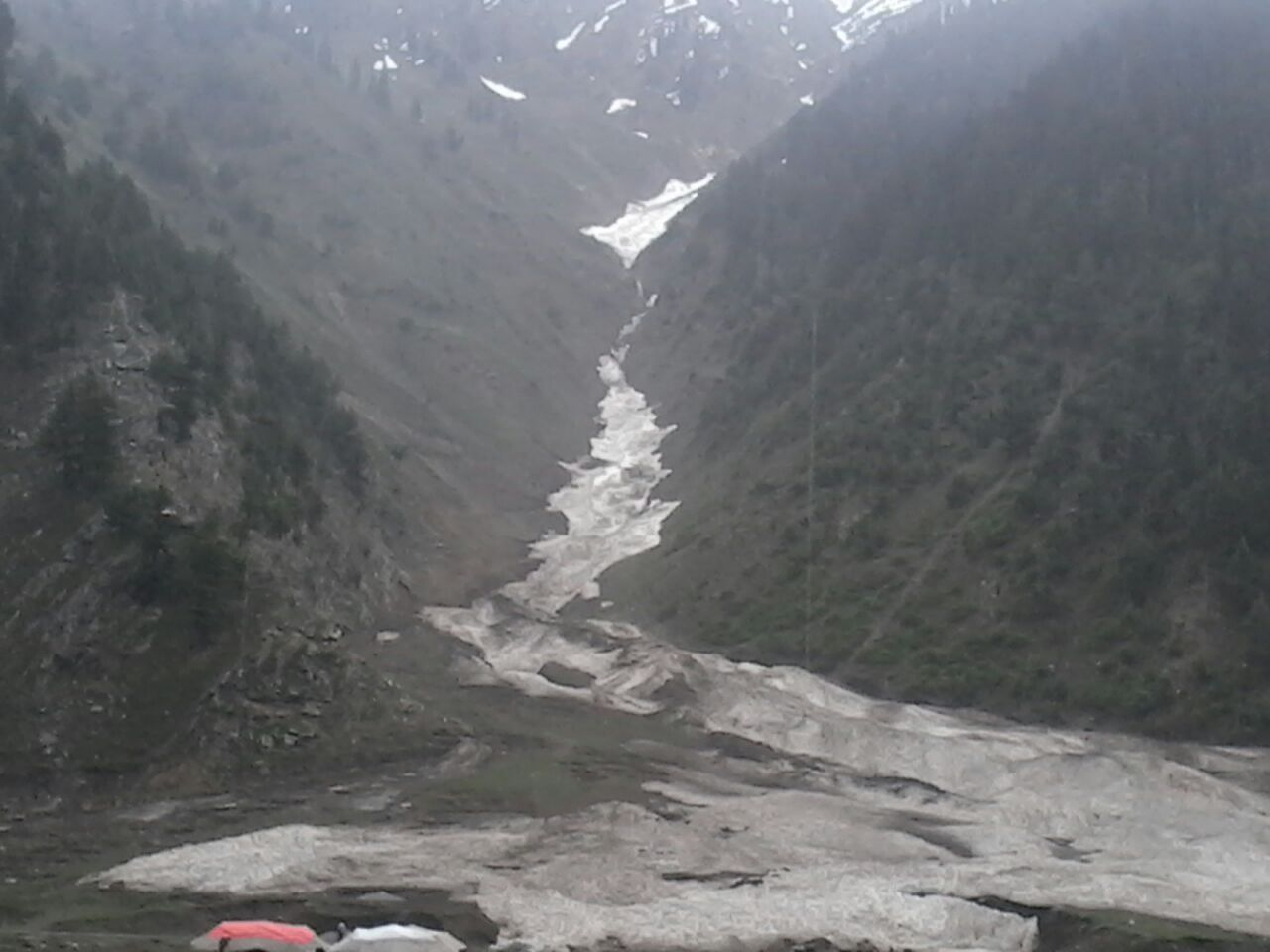

- Primera edició del festival de cinema Choreoscope
- 17 de març: Es funda el canal de televisió CMTV

### Còmics
| d.  | autoria                                           | títol |
| --- | ------------------------------------------------- | ----- |
| 11/ | Jo, René Tardi. Presoner de guerra a l'Stalag IIB |       |

### Premis Nobel
| Camp                  | Guardonats                                                |
| --------------------- | --------------------------------------------------------- |
| Física                | - François Englert - Peter Higgs                          |
| Química               | - Martin Karplus - Michael Levitt - Arieh Warshel         |
| Medicina o Fisiologia | - James E. Rothman - Randy W. Schekman - Thomas C. Südhol |
| Literatura            | - Alice Munro                                             |
| Pau                   | - Organització per la Prohibició de les Armes Químiques   |
| Economia              | - Eugene Fama - Lars Peter Hansen - Robert James Shiller  |

### Videojocs
| M/d   | Títol               | Gènere | Sistemes |
| ----- | ------------------- | ------ | -------- |
| 10/29 | Assassin's Creed IV | acció  | div.     |

El 20 d'octubre s'obrí al públic el local de l'associació Arcade Vintage a Petrer.
El 29 d'octubre eixí a la venda Assassin's Creed IV: Black Flag per a totes les plataformes en vigor, amb una puntuació mitjana de 9/10.

### Vols espacials
Categoria principal: 2013 en els vols espacials

## Naixements
Les persones nascudes el 2013 faran 12 anys durant el 2025.
- 31 de març, Basauri: Sofía Otero, actriu basca.[9]
- 22 de juliol, Jordi de Cambridge, tercer en la línia de successió de la monarquia britànica.[10]

## Necrològiques
| M/d   | Nom i llinatges       | Activitat  | Origen    | E  |
| ----- | --------------------- | ---------- | --------- | -- |
| 01/14 | Enric Aguadé Sans     | metge      | reusenc   | 92 |
| 05/11 | Enric Aguilar i Matas | escriptor  | barceloní | 80 |
| 05/12 | Marià Albero i Silla  | cantant    | valentí   | 63 |
| 05/12 | Antonio Núñez Celda   | pilotaire  | quartà    | 43 |
| 01/05 | Alejandro Soler Pérez | artiste    | alcoià    | 67 |
| 03/20 | Suriani Abdullah      | escriptora | malaia    | 89 |
| 05/12 | Samuel Aguilar        | futboliste | paraguaià | 80 |

Categoria principal: Morts el 2013
Entre les morts destacades de l'any hi ha la de l'actor Peter O'Toole, l'artiste Arcadi Blasco, els cantants Marià Albero i Georges Moustaki, el crític Roger Ebert, l'empresari Hiroshi Yamauchi, els escriptors Enrique Cerdán Tato i Tom Clancy, el fotògraf Oriol Maspons, el futboliste Antoni Puchades, els músics Kevin Ayers, J.J. Cale, Ray Manzarek i Lou Reed, el novel·liste Raimond Guiraud, el pianiste Bebo Valdés o el pilotari Antonio Núñez.
Països Catalans
- 11 de gener - Barcelona: Anna Lizaran i Merlos, actriu catalana.[11]
- 17 de gener - Madrid: Fernando Guillén, actor català (n. 1932).
- 21 de febrer - Castelló d'Empúries: Estrella Rivas Franco, dissenyadora de moda catalana (n. 1921).[12]
- 2 de març - Sabadell: Francesca Forrellad, escriptora catalana (n. 1927).
- 30 de març - Barcelona: Montserrat Casas Ametller, doctora en Ciències Físiques i rectora de la Universitat de les Illes Balears (n. 1955).[13]
- 2 d'abril - Barcelona: Antònia Vilàs i Ferràndiz, poetessa, rapsoda, cantant, lletrista, compositora de cançons i havaneres (n.1926).[14]
- 6 d'abril - Barcelona: Bigas Luna, director i guionista cinematogràfic català (n. 1946).[15]
- 6 d'abril - Barcelona: Miquel Poblet i Orriols, ciclista català (n. 1928).[16]
- 10 d'abril - Barcelona: Montserrat Albet i Vila, musicòloga i pianista catalana (n. 1927).[17]
- 8 de maig - Lleida: Leonor Pedrico Serradell, fotògrafa pionera i primera fotoperiodista de les terres de Lleida (n. 1951).[18]
- 12 de maig - Barcelona: Constantino Romero, actor espanyol.[19]
- 8 de juny - Petworth, Anglaterra: Mavis Batey, criptoanalista britànica a Bletchley Park durant la Segona Guerra Mundial (n. 1921).[20]
- 15 de juny - Saco, Maine (EUA): Kenneth Geddes Wilson, físic nord-americà, Premi Nobel de Física de 1982 (n. 1936).[21]
- 19 de juny - Barcelona: Toni Lecha Berges, dirigent independentista gironí.
- 8 de juliol - Buenos Aires, Argentina: Joaquim Piña i Batllevell, jesuïta català.
- 10 de juliol - València: Concha García Campoy, periodista catalana (n. 1958).[22]
- 20 de juliol - Barcelona: Núria Tortras i Planas, escultora catalana.[23]
- 8 d'agost - Mallorca: Cosme Covas Vidal, pintor.
- 9 d'agost - Barcelona: Carme Aguadé i Cortés, pintora catalana (n. 1920).[24]
- 17 de setembre - Barcelona: Martí de Riquer i Morera, humanista, especialista en literatura medieval i trobadoresca i expert en el segle d'or espanyol i El Quixot.
- 3 d'octubre - Portbou, Alt Empordà: Ángeles Santos Torroella, pintora i artista gràfica catalana (n. 1911).[25]
- 14 d'octubre - Barcelona: Max Cahner, editor, polític i historiador de la literatura catalana (m. 1936).
- 22 d'octubre - Barcelona: Rosa Colomer Artigas, filòloga i lingüista catalana, fou directora del TERMCAT (n. 1966).[26]
- 25 d'octubre - Barcelona: Amparo Soler Leal, actriu espanyola.[27]
- 7 de novembre - Girona: Francina Boris i Codina, locutora de ràdio catalana (n. 1915).[28]
- 16 de novembre - Barcelona: Ana de Tord, dissenyadora gràfica barcelonina (n. 1958).[29]
- 26 de novembre - Tarragona: Carme Casas Godessart, resistent antifranquista, sindicalista i política activa a Catalunya.[30]
- 4 de desembre: Joana Raspall, escriptora catalana.[31]
- 11 de desembre - Sant Vicent del Raspeig (L'Alacantí): Andreu Castillejos i Furió, fotògraf, pintor i activista social (n. 1942).[32]
- 27 de desembre: 
  - Barcelona: Antoni Blanch i Xiró, jesuita.
  - Madrid: Elvira Quintillà i Ramos, actriu catalana de teatre, cinema i televisió (n. 1928).[33]
- 31 de desembre: Barcelona: Albina Francitorra i Aleñà, periodista i escriptora (n. 1912).[34]

Resta del món
- 3 de gener - París: Marianne Grunberg-Manago, bioquímica francesa d'origen rus, que descobrí al costat de Severo Ochoa l'ARN-polimerasa (n. 1921).[35]
- 8 de gener - Kinngait, Canadà: Kenojuak Ashevak, artista inuit (n. 1927).[36]
- 2 de febrer - L'Havana (Cuba)ː Augusto Martínez Sánchez, advocat, militar revolucionari i polític cubà.[37]
- 6 de febrer - Maine: Betty Twarog, bioquímica estatunidenca que trobà serotonina en el cervell dels mamífers (n. 1927).[38]
- 16 de febrer - Estocolm, Suècia: Eric Ericson, director de cor i professor de direcció coral suec (n. 1918).
- 26 de febrer - 
  - Saint-Germain-en-Laye, Illa de França: Marie Claire Alain, organista francesa (n. 1926).[39]
  - Berlín, Alemanya: Stéphane Hessel, diplomàtic i assagista francès.
- 28 de febrer - Berkeley, Califòrnia (EUA): Donald Arthur Glaser, físic i neurobiòleg estatunidenc, Premi Nobel de Física de l'any 1960 (n. 1926).
- 4 de març - Levallois-Perret: Jérôme Savary, actor, director teatral, dramaturg, trompetista, expert en arts escèniques (n. 1942).[40]
- 5 de març - Caracas, Veneçuela: Hugo Chávez, polític i militar veneçolà, president de Veneçuela.
- 13 de març - Frankfurt del Main, Alemanya: Rosemarie Fendel, actriu alemanya (n. 1927).[41]
- 22 de març - Estocolm: Bebo Valdés, músic cubà de jazz, pianista, compositor, arranjador musical i director d'orquestra (n. 1918).[42]
- 3 d'abril - 
  - Bilbao, Espanya: Mariví Bilbao, actriu espanyola.
  - Manhattan: Ruth Prawer Jhabvala, novel·lista i guionista britànica d'origen alemany, guanyadora del premi Bafta i Oscar (n. 1927).[43]
- 4 d'abril - Chicago, Illinois, Estats Units: Roger Ebert, crític de cinema, periodista i guionista estatunidenc.
- 7 d'abril - Madrid, Espanya: José Luis Sampedro, escriptor, humanista i economista espanyol.
- 8 d'abril - Madrid, Espanya: Sara Montiel, vedet, cantant de cuplets i actriu espanyola.[44]
- 8 d'abril - Londres, Anglaterra: Margaret Thatcher, política anglesa, Primera Ministra del Regne Unit.(n. 1925)[45]
- 17 d'abril - Neauphle-le-Château: Deanna Durbin, cantant i actriu dels anys 1930 i 40.[46]
- 19 d'abril - París (França): François Jacob, metge i biòleg francès, Premi Nobel de Medicina o Fisiologia de l'any 1965 (n. 1920).[47]
- 21 d'abril - Bangalore, l'Índia: Shakuntala Devi, coneguda com la "dona ordinador", va entrar en el Llibre dels Records Guiness l'any 1982.
- 4 de maig - Grez-Doiceau, (Bèlgica): Christian de Duve, bioquímic belga, Premi Nobel de Medicina o Fisiologia de l'any 1974 (n. 1917).[48]
- 5 de maig - Heide, Slesvig-Holstein: Sarah Kirsch, destacada poeta alemanya (n. 1935).[49]
- 23 de maig - Niça, França: Georges Moustaki, cantautor grec.[50]
- 29 de maig - Milà: Franca Rame, actriu, dramaturga, activista i política italiana (n. 1929).[51]
- 30 de maig - Nova Delhi, Índia: Vina Mazumdar, acadèmica, feminista pionera en els estudis de les dones a l'Índia i figura destacada del moviment de dones en la postindependència (n. 1927).
- 6 de juny - 
  - Llafranc, Baix Empordà: Tom Sharpe, novel·lista anglès Wilt.
  - Los Angeles, Califòrnia: Esther Williams, campiona de natació i estrella del cinema de Hollywood als anys 40 i 50 (n. 1921).[52]
- 9 de juny - Madrid (Espanya): Elías Querejeta Gárate, productor, guionista i director de cinema basc (n. 1934).[53]
- 19 de juny - Roma, Itàlia: James Gandolfini, actor i productor estatunidenc.
- 22 de juny - Barcelona: Javier Tomeo, escriptor aragonès (n. 1932).[54]
- 23 de juny
  - Buenos Aires: Laura Bonaparte, psicòloga i activista argentina, integrant de Mares de Plaza de Mayo.[55]
  - Sharon Stouder, nedadora estatunidenca.
  - Calabasas, Califòrnia: Richard Matheson, escriptor i guionista nord-americà (n. 1926).
- 24 de juny - Roma, Itàlia: Emilio Colombo, diplomàtic i polític italià. (n. 1920).[56]
- 27 de juny - Saint-Mandé, França: Alain Mimoun, atleta francès (n. 1921).[57]
- 28 de juny: Kenneth Minogue, teòric polític australià.
- 29 de juny - Trieste: Margherita Hack, astrofísica italiana que va destacar per la seva tasca de divulgació científica (n. 1922).[58]
- 1 de juliol: Armand Baeyens, ciclista belga.
- 2 de juliol - Atherton (Califòrnia), Estats Units: Douglas Engelbart, inventor i pioner de la computació estatunidenc.
- 3 de juliol - Bucarest, Romania: Radu Vasile, polític, economista, poeta i historiador romanès.
- 13 de juliol - Cornwall (Connecticut), Estats Units: Marc Simont, il·lustrador i caricaturista catalanoestatunidenc.
- 16 de juliol: Torbjørn Falkanger, saltador noruec.
- 19 de juliol - Istanbul: Leyla Erbil, una de les escriptores contemporànies capdavanteres a Turquia (n. 1931).[59]
- 22 de juliol - Chicago, Illinois: Natalie Griffin de Blois, arquitecta nord-americana (n. 1921).[60]
- 24 de juliol - Saint Louis: Virginia Eshelman Johnson, va ser una sexòloga nord-americana pionera (n. 1925).[61]
- 11 d'agost - regió d'Ayacucho (Perú): Alejandro Borda Casafranca, polític i militar maoista.
- 15 d'agost, La Corunya: Rosalía Mera, empresària espanyola creadora d'Inditex, i filantropa.

- 19 d'agost - Austin: Donna Hightower, cantant i compositora nord-americana (n. 1926).[63]
- 30 d'agost - Dublín (Irlanda): Seamus Heaney, poeta i escriptor irlandès, Premi Nobel de Literatura de l'any 1995 (n. 1939).[64]
- 2 de setembre - Chicago, Illinois (EUA): Ronald Coase, economista anglès, Premi Nobel d'Economia de l'any 1991 (n. 1910).[65]
- 22 de setembre: Bogotà (Colòmbia): Álvaro Mutis, periodista, escriptor i poeta colombià.
- 11 d'octubre: Sevilla: María de Villota, pilot de carreres espanyola (n. 1980).[66]
- 25 d'octubre - 
  - Barcelona: Amparo Soler Leal, actriu espanyola (n. 1933).[67]
  - Soest (Països Baixos): Jenny Dalenoord, il·lustradora, aquarel·lista i artista d'historietes neerlandesa (n. 1918).[68]
- 7 de novembre: Madrid: Amparo Rivelles, actriu espanyola (n. 1925).[69]
- 12 de novembre: Dorset: John Tavener, compositor britànic (n. 1944).[70]
- 17 de novembre - Londres: Doris Lessing, escriptora i feminista britànica (n. 1919).[71]
- 22 de novembre - Berlín: Ursula Hanke-Förster, escultora i dissenyadora alemanya.[72]
- 30 de novembre: Califòrnia: Paul Walker, actor estatunidenc.
- 5 de desembre - Johannesburg, Sud-àfrica: Nelson Mandela, polític sud-africà (n. 1918).[73]
- 8 de desembre - Sussex (Anglaterra): John Cornforth, químic australià, Premi Nobel de Química de l'any 1975 (n. 1917)
- 9 de desembre - Palm Springs, Califòrniaː Eleanor Parker, actriu. Tres cops nominada a l'Oscar (n. 1922).[74]
- 15 de desembre - Carmel-by-the-Sea, Califòrnia: Joan Fontaine, actriu estatunidenca.[75]
- 16 de desembre - Madrid: Lolita Sevilla, cantant i actriu espanyola (n. 1935).[76]
- 17 de desembre - Chicagoː Janet Rowley, genetista estatunidenca que demostrà que el càncer és una malaltia genètica.[77]

## 2013 en la ficció
La pel·lícula post apocalíptica El missatger del futur (1997) està situada en un 2013 distòpic, com també la novel·la Anys de prosperitat (2009) i el videojoc Policenauts (1994).
El futur alternatiu recurrent dels X-Men "Days of Future Past" presentat a The X-Men nº141 (data de portada gener de 1981) del que prové Rachel Summers se situa, en la seva primera aparició, en aquest any. En la pel·lícula X-Men: Days of Future Past (2014), basada lliurement en el còmic, aquest futur alternatiu es ressituà en 2023.